# Sesil
Sesil este un termen științific care se folosește în botanică, micologie, zoologie și, mai rar, în anatomie. Provine din latinescul sedere = a ședea. 

## În botanică
Sesil are sensul de lipsit de peduncul sau pedicel. Exemplu: frunzele lipsite de pețiol poartă denumirea de frunze sesile. Astfel de frunze au specii ca Thlaspi arvense (punguliță), Lamium amplexicaule (sugel), Brassica napus (nap ). 
Aceste frunze sesile sunt de mai multe tipuri și anume: frunze amplexicaule, decurente, perfoliate, conate.

## În zoologie
În zoologie se referă la animale atașate de substrat.